# گرگ براونینگ

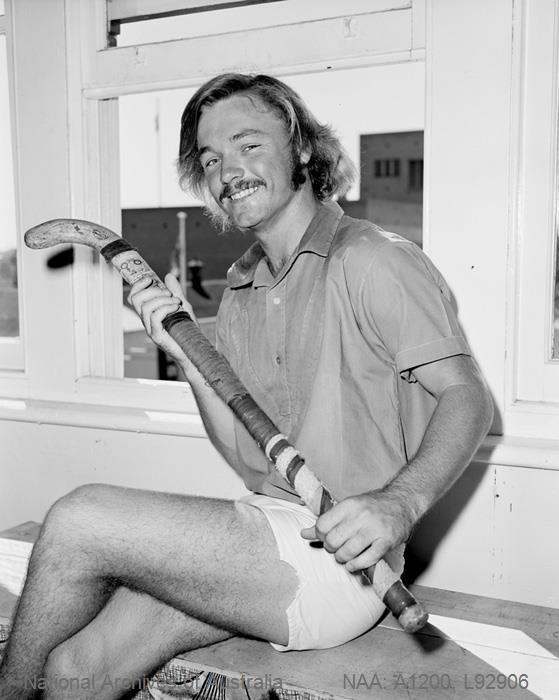
گرگ براونینگ - ۱۹۷۱

گرگ براونینگ (انگلیسی: Greg Browning؛ زاده ۱۴ فوریهٔ ۱۹۵۳) بازیکن هاکی روی چمن اهل استرالیا است.